# G6PC
G6PC (англ. Glucose-6-phosphatase catalytic subunit) – білок, який кодується однойменним геном, розташованим у людей на короткому плечі 17-ї хромосоми. Довжина поліпептидного ланцюга білка становить 357 амінокислот, а молекулярна маса — 40 484.
| 10         |  | 20         |  | 30         |  | 40         |  | 50         |
| ---------- |  | ---------- |  | ---------- |  | ---------- |  | ---------- |
| MEEGMNVLHD |  | FGIQSTHYLQ |  | VNYQDSQDWF |  | ILVSVIADLR |  | NAFYVLFPIW |
| FHLQEAVGIK |  | LLWVAVIGDW |  | LNLVFKWILF |  | GQRPYWWVLD |  | TDYYSNTSVP |
| LIKQFPVTCE |  | TGPGSPSGHA |  | MGTAGVYYVM |  | VTSTLSIFQG |  | KIKPTYRFRC |
| LNVILWLGFW |  | AVQLNVCLSR |  | IYLAAHFPHQ |  | VVAGVLSGIA |  | VAETFSHIHS |
| IYNASLKKYF |  | LITFFLFSFA |  | IGFYLLLKGL |  | GVDLLWTLEK |  | AQRWCEQPEW |
| VHIDTTPFAS |  | LLKNLGTLFG |  | LGLALNSSMY |  | RESCKGKLSK |  | WLPFRLSSIV |
| ASLVLLHVFD |  | SLKPPSQVEL |  | VFYVLSFCKS |  | AVVPLASVSV |  | IPYCLAQVLG |
| QPHKKSL    |  |            |  |            |  |            |  |            |

A: Аланін

C: Цистеїн

D: Аспарагінова кислота

E: Глутамінова кислота

F: Фенілаланін

G: Гліцин

H: Гістидин

I: Ізолейцин

K: Лізин

L: Лейцин

M: Метіонін

N: Аспарагін

P: Пролін

Q: Глутамін

R: Аргінін

S: Серин

T: Треонін

V: Валін

W: Триптофан

Кодований геном білок за функцією належить до гідролаз. 
Задіяний у таких біологічних процесах, як глюконеогенез, альтернативний сплайсинг. 
Локалізований у мембрані, ендоплазматичному ретикулумі.